# Потапов, Михаил Васильевич
Михаил Васильевич Потапов (10 августа 1924, Струково, Тульская губерния — 26 марта 1986, Челябинск) — помощник командира взвода 463-й отдельной разведывательной роты 409-й стрелковой дивизии 7-й гвардейской армии 2-го Украинского фронта; сержант.

## Биография
Родился 16 августа 1924 года в деревне Струково (ныне — Ленинского района Тульской области) в семье крестьянина. Русский. Окончил 8 классов. Жил в поселке городского типа Косая Гора. Работал чертежником на местном металлургическом заводе.
В Красной Армии и на фронте в Великую Отечественную войну с августа 1942 года. Сражался на Юго-Западном и 2-м Украинском фронтах.
Помощник командира взвода 463-й отдельной разведывательной роты рядовой Михаил Потапов в составе группы бойцов 5 января 1945 года пробрался на позицию противника у населенного пункта Либад, где в короткой схватке прикончил четверых гитлеровцев, помог подавить огневую точку. Приказом по 409-й стрелковой дивизии от 13 февраля 1945 года «за образцовое выполнение заданий командования в боях с немецко-фашистскими захватчиками» Потапов Михаил Васильевич награждён орденом Славы 3-й степени.
В ночь на 23 января 1945 года сержант Михаил Потапов с группой бойцов проник у населенного пункта Нове-Виска в расположение врага, забросал гранатами блиндаж, захватил двоих «языков». 28 января 1945 года в бою отважный разведчик из личного оружия сразил до десяти солдат. Приказом по войскам 7-й гвардейской армии от 10 марта 1945 года «за образцовое выполнение заданий командования в боях с немецко-фашистскими захватчиками» Потапов Михаил Васильевич награждён орденом Славы 2-й степени.
20 марта 1945 года во главе разведывательной Михаил Потапов группы проник в тыл противника в районе населенного пункта Виня и в схватке с врагом уничтожил пятерых гитлеровцев, одного взял в плен. Затем, прикрывая отход разведчиков, подавил вражеский пулемет. Указом Президиума Верховного Совета СССР от 15 мая 1946 года «за образцовое выполнение заданий командования в боях с немецко-фашистскими захватчиками» Потапов Михаил Васильевич награждён орденом Славы 1-й степени, стал полным кавалером ордена Славы.
День победы встретил в Австрии. На параде в столице Австрии городе Вене нес знамя своей 409-й стрелковой дивизии. В 1945 году демобилизован из рядов Красной Армии.
С 1947 года жил в городе Челябинске. Работал слесарем на тракторном заводе, в тресте «Челябметаллургстрой» слесарем, помощником машиниста экскаватора. Скончался 25 марта 1986 года. Похоронен в Челябинске на Успенском кладбище.
Награждён орденом Отечественной войны 1-й степени, медалями.